# USS Caldwell (DD-605)
USS Caldwell (DD-605) – niszczyciel typu Benson. Został odznaczony ośmioma battle star za służbę w czasie II wojny światowej.